# Supercoupe de Belgique de football 1982
La Supercoupe de Belgique 1982 est un match de football qui a été joué le 10 août 1982, entre le vainqueur du championnat de division 1 belge 1981-1982, le Standard de Liège et le finaliste de la coupe de Belgique 1981-1982, le KSV Waregem, qui prend la place du Waterschei THOR, ce dernier ayant refusé de jouer la compétition.
Le KSV Waregem remporte le match 2-3, ce qui restera sa seule victoire en Supercoupe.

## Feuille de match
| 10 août 1982 | Standard de Liège | 2-3 | KSV Waregem | Stade Maurice Dufrasne, Liège |  |
|              |                   |     |             |                               |  |